# Vaterpolsko prvenstvo Jugoslavije 1946.
Vaterpolsko prvenstvo Jugoslavije za 1946. godinu je osvojio Jadran iz Splita. 

## Konačni poredak
```
 1. Jadran Split
 2. Jug Dubrovnik
 3. Partizan Beograd
 4. Mladost Zagreb
 5. Primorac Kotor
 6. Crvena zvezda Beograd
 7. Udarnik Ljubljana
 8. Obilić Petrovgrad/Zrenjanin
 9. Sloboda Sarajevo
10. Udarnik Karlovac
```